# خواطر شاب 3 (كتاب)
كتاب خواطر شاب 3 أو كتاب خواطر 3 أو كتاب خواطر 3 من اليابان كتاب من تأليف أحمد الشقيري ومن إصدارت مكتبة العبيكان يقع في 140 صفحة و 20 صفحة منها ملحق للصور. تحدث فيه عن اليابان بشكل بسيط جداً كبرناجمه الممتع تماماً وركز الشقيري خلال صفحات الكتاب حول فكرة الكايزن وكيف نستطيع تطبيقها في حياتنا اليومية. أيضاً يتضمن الكتاب عدد من الصور التي ألتقطها هناك. الكتاب باختصار يتكلم عن خواطر أحمد الشقيري ونقل تجربته في اليابان من خلال طرحه للمواضيع التي تكلم عنها في البرنامج مع العلم إنه كتب هذا الكتاب في 3 أيام فقط فقد وجد نفسه يكتب دون توقف.
من الكلام الذي ذكره أنه تمنى أن تتحول الأفكار المطروحة في هذا الكتاب إلى تطبيقات عملية في عالمنا العربي حيث أنه لا يوجد فرد مهما كان عمره أو وظيفته أو وضعه الاجتماعي إلا يمكن له أن يستفيد ويطبق إحدى الأفكار المطروحة. أيضاً لابد أن يكون لدينا تفاءل أن الأمم لا تحتاج إلى أكثر من جيل واحد لكي تتغير ويتقلب حالها إلى الأفضل. يتكون الكتاب من خمسة أجزاء كالتالي الجزء الأول: أخلاق الجزء الثاني: كايزن والإحسان الجزء الثالث انضباط الجزء الرابع: التعليم والمدارس الجزء الأخير ملحق الصور.

## محتوى الكتاب

### الفصل الأول
الجزء الأول من الكتاب يتحدث عن الأخلاق الأمانة والنظافة والتواضع مبادئ وأخلاقيات راسخة جاء بها الأنبياء وروج لها المفكرين والفلاسفة واستمدها اليابانيون من ثقافة الشنتو ومن الديانة البوذية. بينما هدر الكثير منا وقته وأضاعة سداً عندما اكتفى بحفظ هذه المبادئ في عقلة ورددها بلسانه ولم يطبقها ولم يعمل بها. تقدم ليابانيون على غيرهم عندما طبقوا عمليا تلك الأخلاقيات وعملوا بها ظاهرا وباطنا.

### الفصل الثاني
وفي الجزء الثاني يتحدث أحمد الشقيري عن مفهوم كلمة كايزن ومعناها التطوير المستمر والعمل على إزالة المودا وهي كلمة يابانية معناها الهدر.

## اقتباسات
يقول الشقيري عن الكتاب: في هذا الكتاب فيه ما قد يفيد الشباب والآباء والأمهات والمربين والمدرسين ومسؤولي الحكومات. ففيه من كل بستان زهرة من تجربة الشقيري في اليابان والتي غيرت من حياته إلى الأفضل، يقول الشقيري: تجربة لن أنساها ما حييت وحاولت بقدر الإمكان في هذا الكتاب تقل هذه التجربة وهذه الأفكار للقراء في العالم العربي لعلنا نرتقي. وكما يقول الشقيري أنا لم أذهب إلى اليابان للتمجيد ولا للتقليد ولكن لنأخذ منهم كل مفيد، فقد قيل (الحكمة ضالة المؤمن فأنى وجدها فهو أحق بها), وقد أثبت اليابانيون أنه يمكن للبشر أن يصلوا إلى درجة رائعة من النظافة والاحترام والتواضع والنظام، وأثبتوا لي أن تعاليمنا الإسلامية ليست مستحيلة على البشر.
ويقول: مشيت في الشوارع اليابانية فرأيت الكثير من الأخلاق النبوية، هي في الحقيقة أخلاق اتفق عليها كل الفلاسفة والمفكرون والأنبياء والمصلحون، فالكل متفق أن النظافة أمر أساسي وشيء إيجابي، الفرق بيننا وبين اليابانيين أنهم طبقوا مبدأ النظافة بينما اكتفينا نحن بالكلام عنه والوعظ عن أهميته فقط، وهكذا في الكثير من الأخلاق الأخرى، تطبيق في اليابان وكلام في العالم العربي، وهذا ما شد انتباهي في اليابان، حيث إن هذه الإيجابيات ليست استثناء عند بعض الناس ولكنها ثقافة عامة عند الأغلبية.

## الوصلات الخارجية
- صفحة الكتاب على موقع أندلسية.